# Suffasia tumegaster
Suffasia tumegaster är en spindelart som beskrevs av Rudy Jocqué 1992. Suffasia tumegaster ingår i släktet Suffasia och familjen Zodariidae.
Artens utbredningsområde är Nepal. Inga underarter finns listade i Catalogue of Life.